# Zubeida
Zubeida Begum Dhanrajgir (ur. 1911 w Suracie, zm. 21 września 1988 w Mumbaju) – indyjska aktorka filmów niemych i dźwiękowych, gwiazda pierwszego indyjskiego filmu dźwiękowego Alam Ara (1931).

## Życiorys
Była córką Fatmy Begum oraz nawaba Sidi Ibrahima Muhammada Yakuta Khana III ze stanu Saćin. Miała dwie siostry: Sultanę i Shehzadi (obie zostały aktorkami). Była jedną z niewielu dziewcząt w Indiach, które jako nastolatki zaczęły karierę filmową, co uważano za nieodpowiednie dla dziewcząt z arystokracji. Ojciec nie uznał córek.
Debiutowała w wieku 12 lat w filmie dźwiękowym Kohinoor. W latach 20. XX wieku pojawiła się na ekranie u boku siostry Sultany. W 1924 obie zagrały w filmie Kalyan Khajina, a 2 lata wcześniej w pierwszym przeboju z udziałem Zubeidy, filmie Veer Abhimanyu, w którym wystąpiła też ich matka.
W 1925 premierę miało 5 filmów z udziałem Zubeidy, w tym Kala Chor, Devdasi i Desh Ka Dushman. W 1926 Zubeida zagrała w filmie Bulbul-e-Paristan, reżyserskim debiucie matki w kinie indyjskim. W 1927 zagrała w bardzo dobrze przyjętym filmie Balidaan (Sacrifice) opartym na sztuce Rabindranatha Tagore'a. Wystąpiła w wielu filmach niemych. Przełomem w jej karierze i największym hitem z jej udziałem był film dźwiękowy Alam Ara. Zubeida zaśpiewała większość piosenek. W rezultacie, z powodu sukcesu filmu, zarabiała znacznie więcej niż standardowo płacono wówczas aktorkom w Indiach. W 1937 wystąpiła w pierwszej ekranizacji opowiadania Devdas.
W latach 30. i na początku lat 40. XX wieku stworzyła filmowe duety z Jalem Merchantem i zagrała w kilku udanych historycznych filmach, portretując księżniczki Subhadrę oraz Uttarę i postać z Mahabharaty, Draupadi. W filmach Mira oraz Shatir w reżyserii Zarina Ezry grała pełną życia, wybuchową artystkę cyrkową, której ekranowe pocałunki wywoływały debatę na temat cenzury w kinie. Była jedną z niewielu indyjskich aktorek, którym udało się utrzymać pozycję w przemyśle po upowszechnieniu się filmów dźwiękowych.
W 1934 wraz z Nanubhaiem Vakilem założyła studio filmowe Mahalakshmi Movietone odpowiedzialne za takie hity jak Gul-e-Sonobar i Rasik-e-Laila. W latach 1949–1953 występowała w maksymalnie dwóch filmach rocznie. Ostatnim jej filmem był Nirdosh Abla.
Przyszła na świat w rodzinie muzułmańskiej, ale przeszła na hinduizm, by poślubić maharadżę Narsingira Dhanrajgira Gyana Bahadura z Hajdarabadu. Mieli dzieci: syna Humayuna Dhanrajgira i córkę Dur-e-shahwarę Dhanrajgirę (matkę modelki Rhei Pillai).